# Grand Prix Hiszpanii 1975
Grand Prix Hiszpanii 1975 (oryg. Gran Premio de España) – czwarta runda Mistrzostw Świata Formuły 1 w sezonie 1975, która odbyła się 27 kwietnia 1975, po raz czwarty na torze Montjuïc Circuit.
21. Grand Prix Hiszpanii, 10. zaliczane do Mistrzostw Świata Formuły 1.

## Klasyfikacja
| Pos | No | Kierowca           | Konstruktor     | Okrążeń | Czas/powód NU        | Poz. Start. | Punktów |
| --- | -- | ------------------ | --------------- | ------- | -------------------- | ----------- | ------- |
| 1   | 2  | Jochen Mass        | McLaren-Ford    | 29      | 42:53.7              | 11          | 4.5     |
| 2   | 6  | Jacky Ickx         | Lotus-Ford      | 29      | + 1.1                | 16          | 3       |
| 3   | 7  | Carlos Reutemann   | Brabham-Ford    | 28      | + 1 okrążenie        | 15          | 2       |
| 4   | 17 | Jean-Pierre Jarier | Shadow-Ford     | 28      | + 1 okrążenie        | 10          | 1.5     |
| 5   | 9  | Vittorio Brambilla | March-Ford      | 28      | + 1 okrążenie        | 5           | 1       |
| 6   | 10 | Lella Lombardi     | March-Ford      | 27      | + 2 Okrążeń          | 24          | 0.5     |
| 7   | 21 | Tony Brise         | Williams-Ford   | 27      | + 2 Okrążeń          | 18          |         |
| 8   | 18 | John Watson        | Surtees-Ford    | 26      | + 3 Okrążeń          | 6           |         |
| NS  | 11 | Clay Regazzoni     | Ferrari         | 25      | Niesklasyfikowany    | 2           |         |
| NU  | 22 | Rolf Stommelen     | Lola-Ford       | 25      | Wypadek              | 9           |         |
| NU  | 8  | Carlos Pace        | Brabham-Ford    | 25      | Wypadek              | 14          |         |
| NU  | 16 | Tom Pryce          | Shadow-Ford     | 23      | Wypadek              | 8           |         |
| NU  | 5  | Ronnie Peterson    | Lotus-Ford      | 23      | Zawieszenie          | 12          |         |
| NU  | 31 | Roelof Wunderink   | Ensign-Ford     | 20      | Przeniesienie napędu | 19          |         |
| NS  | 23 | François Migault   | Lola-Ford       | 18      | Niesklasyfikowany    | 22          |         |
| NU  | 27 | Mario Andretti     | Parnelli-Ford   | 16      | Zawieszenie          | 4           |         |
| NU  | 14 | Bob Evans          | BRM             | 7       | Problemy z paliwem   | 23          |         |
| NU  | 24 | James Hunt         | Hesketh-Ford    | 6       | Wypadek              | 3           |         |
| NU  | 3  | Jody Scheckter     | Tyrrell-Ford    | 3       | Silnik               | 13          |         |
| NU  | 28 | Mark Donohue       | Penske-Ford     | 3       | Wypadek              | 17          |         |
| NU  | 25 | Alan Jones         | Hesketh-Ford    | 3       | Wypadek              | 20          |         |
| NU  | 4  | Patrick Depailler  | Tyrrell-Ford    | 1       | Wypadek              | 7           |         |
| WD  | 30 | Wilson Fittipaldi  | Fittipaldi-Ford | 1       | Wycofał się          | 21          |         |
| WD  | 20 | Arturo Merzario    | Williams-Ford   | 1       | Wycofał się          | 25          |         |
| NU  | 12 | Niki Lauda         | Ferrari         | 0       | Wypadek              | 1           |         |
| NW  | 1  | Emerson Fittipaldi | McLaren-Ford    | 0       | Nie startował        | 26          |         |